# یادگار (فیلم ۱۹۸۴)
یادگار (انگلیسی: Yaadgaar) یک فیلم در ژانر درام به کارگردانی داساری نارایانا رائو است که در سال ۱۹۸۴ منتشر شد. از بازیگران آن می‌توان به کمال حسن، پونام دیلون، و سانجیو کومار اشاره کرد.